# قناة ليبيا
قناة ليبيا قناة تلفزيونية ليبيا تبث من العاصمة الأردنية عمان. بدأت بثها في بدايات الحرب الأهلية الليبية الثانية في ظل الاستقطاب الإعلامي الذي شهدته تلك الفترة.

## خلفية
انطلق البث الرسمي لقناة ليبيا، عند الساعة 8:00 مساءً (ت ع م+02:00)، بموجزٍ إخباري. وبدأت البث من عمان، الأردن بمجموعة من الإعلاميين الليبيين الذين اضطروا لمغادرة ليبيا إثر الحرب الأهلية الليبية الثانية. وتزعم القناة بأن خطها التحرير لا ينحاز لأي من الأطراف الليبية المتصارعة.

## البث
تبث القناة عبر القمر الاصطناعي يوتلسات (7 شرقًا) والتي تغطي منطقة شبه الجزيرة العربية، ومعظم العراق، ولبنان، والأردن، وشمال أفريقيا. كما توفر خدمة البث عبر الإنترنت بثًا حي لكافة العالم.